# 남해 용문사 건양2년영산회상탱
남해 용문사 건양2년영산회상탱(南海 龍門寺 建陽二年靈山會上幀)은 대한민국 경상남도 남해군 이동면, 용문사에 있는 영산회상탱이다. 2004년 7월 1일 경상남도의 문화재자료 제347호로 지정되었다.

## 개요
건양 12년(建陽 2年, 1897)에 조성된 작품으로 화면 중앙에 위치한 석가모니를 중심으로 전방 좌우측에 협시인 문수ㆍ보현보살과 사천왕 중 2구가 배치되어 있고, 그 상단에는 미륵·제화갈라·관음·지장보살 4구가 각각 2구씩 배치되어 있으며, 가장 상단에는 대제자상·8금강(4구)·사천왕상(2구) 등의 권속들을 꽉 차게 배치하고 있다. 권속들의 모습은 화면 아래에서 위쪽으로 갈수록 상대적으로 작게 표현하여 상승감을 주고 있다.
색채는 백색·녹색·적색을 주로 사용하고 있으며, 부분적으로 청색과 회색을 사용하고 있다. 본존의 육신부는 백색바탕에 굵고 가늚이 없는 먹선으로 윤곽선을 묘사하고 있다. 두부는 흑색을 머리는 흑색으로 바른 뒤 녹청선으로 가장자리의 윤곽선을 둘렀다. 우견편단식의 홍색대의는 가장자리에 화문을 장식하여 화려하게 처리하였고, 대의 이면은 청색을 발라 홍색과 강한 대비를 이루며, 접히는 부분을 음영으로 표현하여 의습 자락을 나타내고 있다. 본존의 협시보살과 권속보살의 경우도 본존의 기법과 거의 흡사하며 방형 화면의 모서리진 4곳에 각각 배치된 사천왕상 가운데 하단 좌우측 가장자리에 전신을 드러낸 광목천왕(향좌측), 증장천왕(향우측)은 홍색·청색·녹청으로 배색된 갑주를 입고, 회색 구름위에 시립하고 있는 모습이 화려하다. 안면은 백색에 담갈색으로 음영처리를 하여 굴곡을 나타내고, 붉은 입술에 가늘고 짙은 먹선으로 파상형의 수염 형태를 반복하여 그렸다. 바닥과 천공의 여백에는 청색을 바르고, 화면 상하단과 중간에 구름을 배치하여 도상 간에 경계를 짓고 있다. 구름은 적운문 형태를 이루고 있으며, 담황색과 회색의 농담을 사용하여 음영표현을 나타내고 있다. 현존상태가 비교적 양호하고, 표현기법이 전통화법에서 근대수법이 가미된 것으로 보이는 화기에 의하면 화원이 片手 蓮湖 奉宜를 비롯하여 여러 명이 관여하였으며, 시주자도 많은 사람이 등장하고 있는 중요한 자료이므로 문화재자료로 지정하여 보존∙관리 함.

## 참고 문헌
- 남해 용문사 건양2년영산회상탱 - 국가유산청 국가유산포털